# スジクワガタ

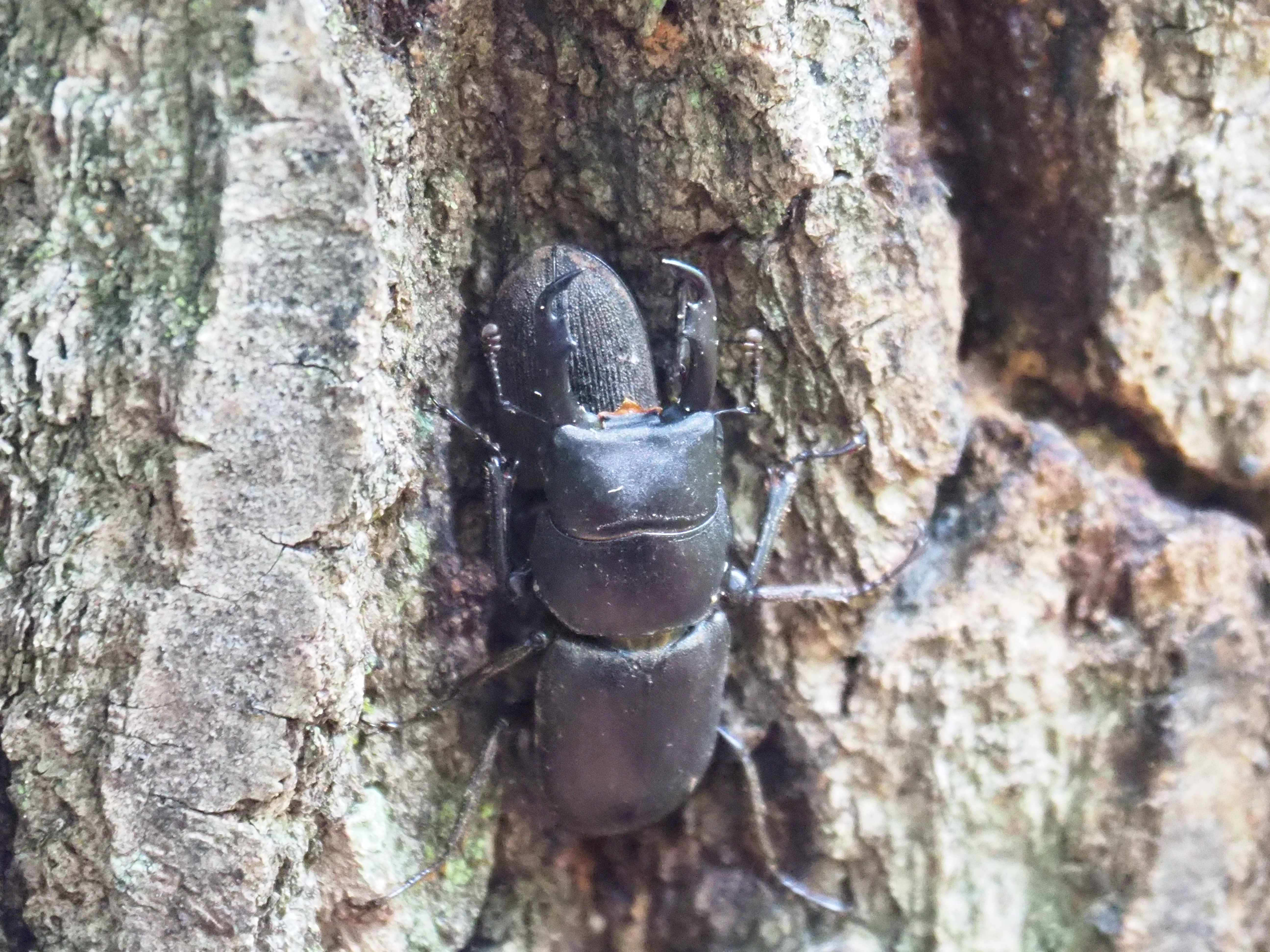
メスをメイトガードするスジクワガタのオス

スジクワガタ（条鍬形、Dorcus striatipennis）は、コウチュウ目・クワガタムシ科・クワガタ属・コクワガタ亜属の1種で、4亜種に分類されている。
コクワガタと体型が似ているが、小型のオス、全てのメスには特徴的なスジがある。
種小名のstriatipennisとは「線条のある羽」という意味。
また、D. binervisはシノニムである。

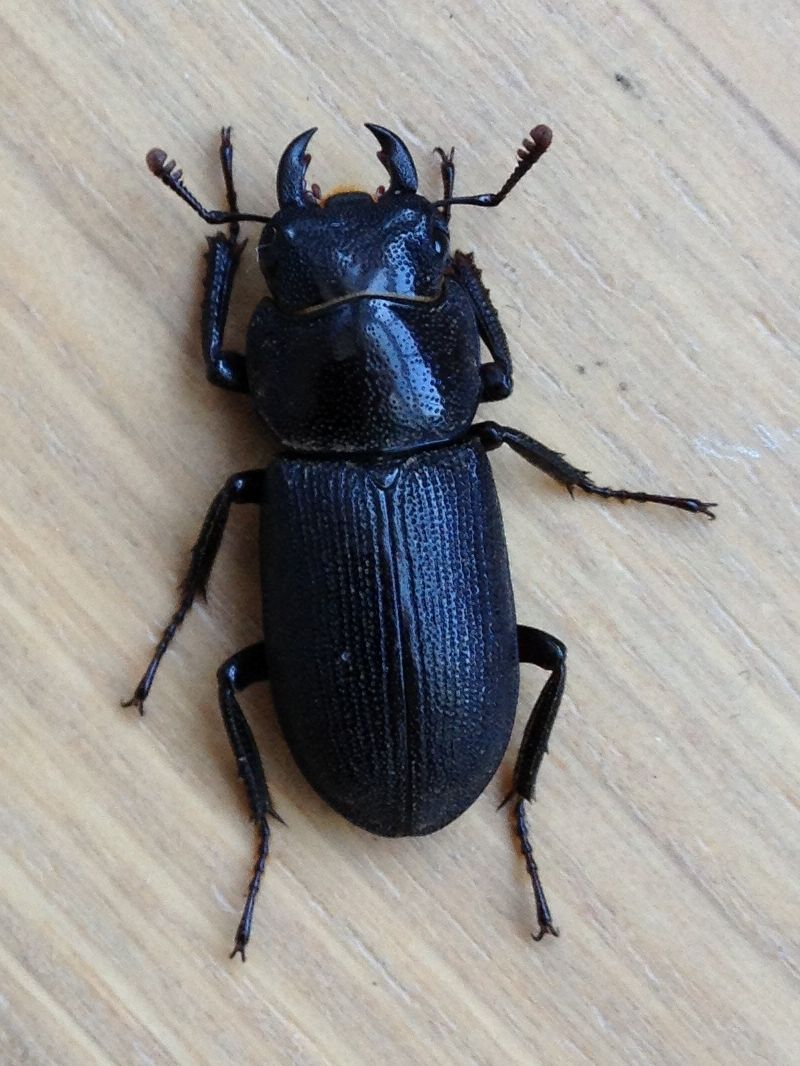
小型のオス。上翅にスジが確認できる

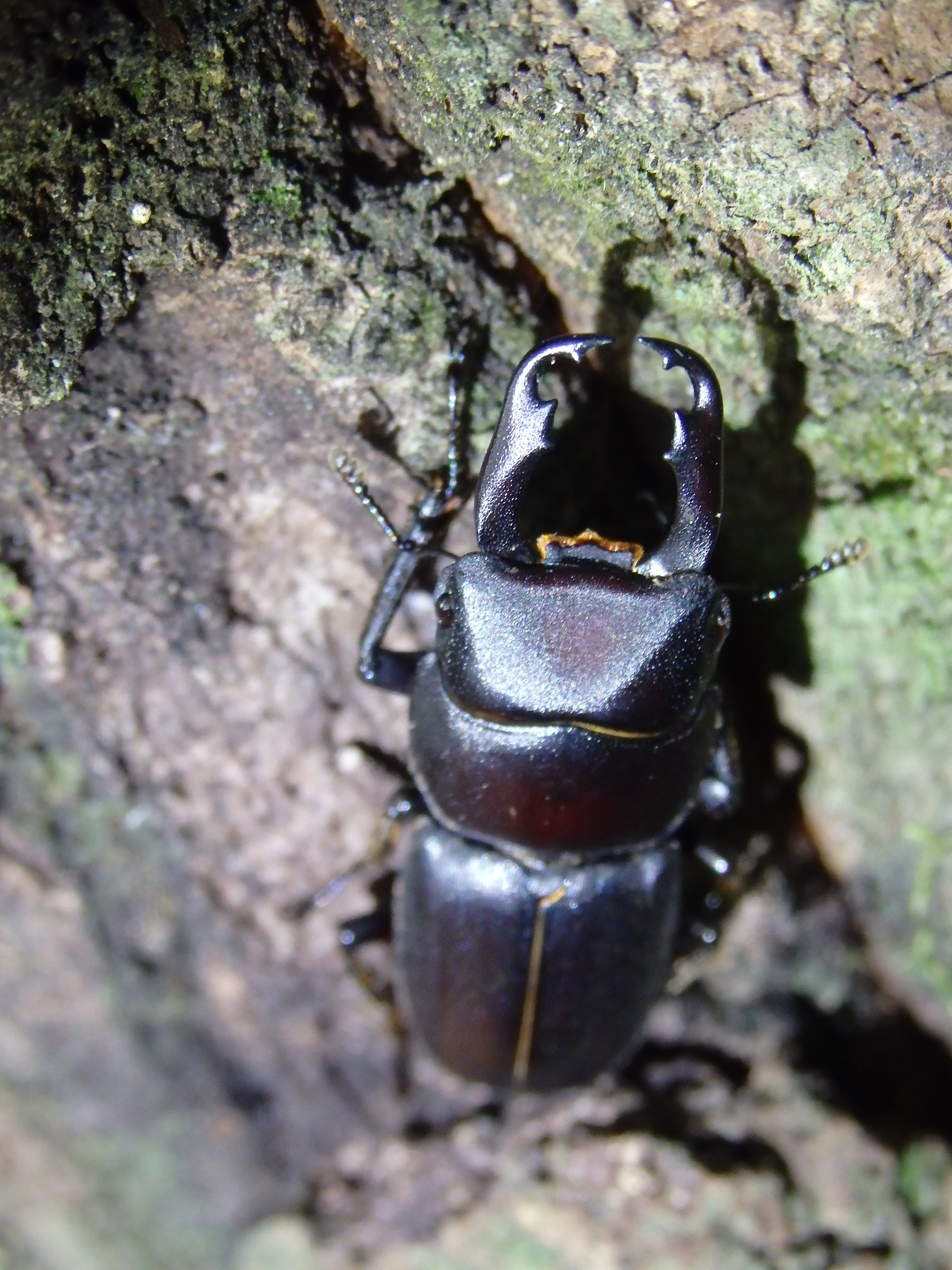
スジクワガタ　オス　（埼玉県）

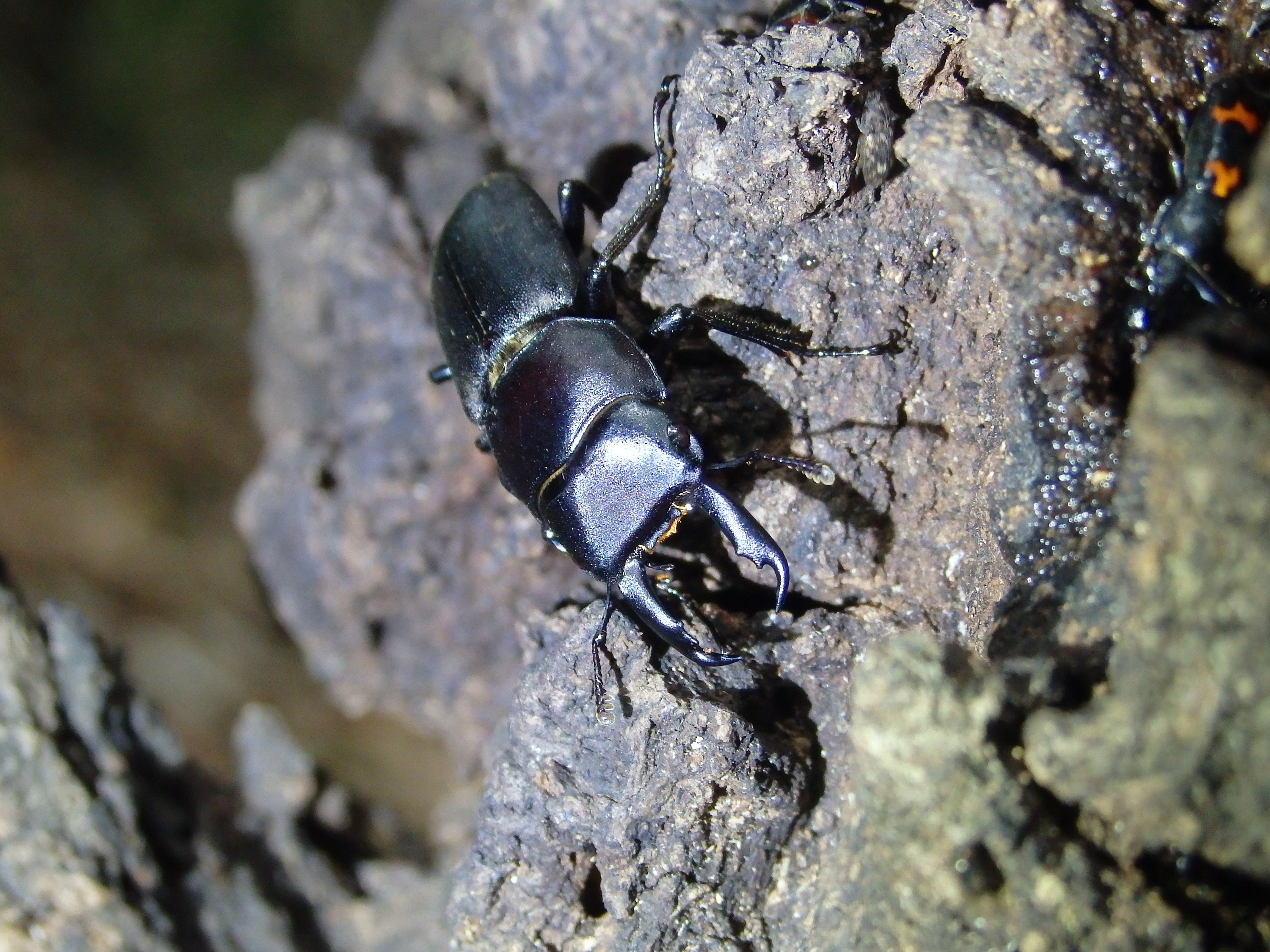
スジクワガタ オス　（埼玉県）

## 形態
体長は本土のスジクワガタだとオスが13.5 - 40.0mm、メスが14 - 24mm
コクワガタと間違われるほどよく似た形態をしており、実際に2002年に行われた系統解析によれば国内種ではもっとも遺伝的に近い種であるとされる。
オスの大アゴは2つの内歯（内側のトゲ）がつながったような、四角くに広がった大きい内歯が一対と、先端近くに小歯を持つ。
メスや 小型のオスの上翅（じょうし）には、はっきりした縦のスジが狭い間隔で多数並んでいる。
体色は黒色から赤褐色で、コクワガタと比べると体型は細く、同サイズでは先端の小歯がやや発達する。小型のオスでは内歯が消失し、雌よりも小さくなる。

## 分布
北海道から九州など日本ほぼ全国・台湾・中国

## 生態
平地から山地までの広葉樹の森林に生息し、人家の近くの小さな林にまで生息するが、低地での分布は局所的。
生息数はやや多く、ニッチが重複するアカアシクワガタ、コクワガタなどと混生する場合も少なくないが、競合種の少ないところにまで幅広く適応しており、やや気温が低い場所に多い。
一見するとコクワガタと見間違えるような大型個体も存在するが、よく観察されるのは大半が小型個体である。
地域によってはコクワガタよりも個体数が多く見られる場所もあり、特に山間部などでは両者の個体数に顕著な差が見られる。暑さには弱く、比較的涼しい場所を好む傾向がある。
成虫は、活動期が5月下旬から10月であり、夜明けから朝にかけて活発に活動するが、北方地域や、気温の低い山では昼間でも活動している。広葉樹の樹液などを餌にしているが、平地と山地では生態がやや違うようで、平地ではクヌギやコナラなどの樹液に集まり、樹皮のすき間やシロスジカミキリやボクトウガの幼虫などにより形成された穴などを住処として生活していることが多い。
山地ではヤナギ、ミズナラ、白樺などの樹液に集まるが、樹液を出す樹木が少ないため、ヒメオオクワガタのように枝先などで自ら樹皮を削る、もしくはヒメオオクワガタのおこぼれに与るように一緒か、その食痕の樹液を吸っていることもある。樹液目当てに樹皮を削る行動はミヤマクワガタやヒメオオクワガタなどにも見られるように、主にメスが行う。また、樹液だけではなく草の茎をかじって液を吸うことや落下した栗の実の中に潜み、それを食す例もあり樹液以外にも摂食対象としている。都市部の僅かな樹木の生える公園などでも生息できるコクワガタ同様、僅かな量の樹液でも生息するには十分な様で、小さな餌場に多数の個体が群がる光景も時折観察される。なお競合種の多い地域では、他の甲虫類が多く集まる様な大量の樹液が流れる場所ではなく、他の虫が寄り付かない様な少量の樹液の流れる樹木にひっそりと集まる姿も見られ、同所的な棲み分けとも言える行動を取る場合もある。
飛翔移動も可能ではあるが、生息地周辺の路上を徘徊、樹木から別の樹木へ徒歩移動している姿も確認されており、積極的には飛翔しない様である。
他種のクワガタと同様に生息地周辺の灯火に飛来することも少ないながらあるが、上述の生態上の理由からか、近縁種のコクワガタと比較しても飛来数は極端に少なく滅多に見られない。

メスは地上にある広葉樹の小さめの朽木に産卵することが多い。
成虫での寿命は6ヵ月 - 2年である。
産卵から約1ヵ月ほどで孵化した幼虫は、朽木の中で生活し、その朽木を食べて育つ。幼虫期間は約1年である。
終齢となった幼虫は、翌年の春に、蛹室（ようしつ）を作り始めて、約1ヵ月かけて蛹となり、蛹になってから約1ヵ月ほどすると、羽化し、成虫となる。
春に羽化した成虫は約3ヵ月ほど経ってから蛹室を出て活動を開始する。晩夏から秋に羽化した成虫は、越冬して翌年の春に活動を開始する。
木の振動には敏感で、軽く木に触っただけでも木から落ちて擬死行動を採る。

## 分類
スジクワガタは、4亜種に分類されている。
スジクワガタ・原名亜種
Dorcus striatipennis striatipennis (Motschulsky, 1861)
北海道、本州、四国、九州から口永良部島。
オス13.5mm - 40.0mm(飼育下最大体長40.2mm2023)、メス14 - 24mm(飼育下最大体長26.5mm2022)体色は黒褐色。
ヤクシマスジクワガタ
D. s. koyamai (Nakane, 1978)
屋久島。オス20.5 - 40.0mm(飼育下最大体長40.2mm2022)、メス17 - 21mm。体色は赤褐色で光沢がある。
スジクワガタ・台湾亜種
D. s. yushiroi Sakaino, 1997
台湾。オス17 - 27mmメス16 - 20mm。複眼突起が発達。
スジクワガタ・中国亜種
D. s. davidi (Séguy, 1954)
中国（四川省、湖北省、陝西省など）。オス19.7 - 37.3mm(飼育下最大体長41.8mm2021)、メス20.3mm。
ベトナムからも記録がある。亜種名はcontinentalis Sakaino,1997とされていたが、この学名は2012年11月にシノニムとされた。